# Heteropsammia eupsammides
Heteropsammia eupsammides là một loài san hô trong họ Dendrophylliidae. Loài này được Gray mô tả khoa học năm 1849.